# Repubblica di Komańcza
La Repubblica di Komańcza è stata un'associazione di 30 villaggi Lemko, fondati nella Lemkivščyna orientale a Komańcza il 4 novembre 1918. Aveva un orientamento ucrainofilo, e il progetto era quello di unificarsi alla Repubblica Nazionale dell'Ucraina Occidentale. La Repubblica fu soppressa dal governo della Polonia il 23 gennaio 1919 durante la guerra polacco-cecoslovacca. Il Capo di Stato fu il Presidente del Consiglio, Pantelejmon Špylka.